# Фудбалски савез Сингапура
Фудбалски савез Сингапура је главно тело фудбала у Сингапуру. Настао је 1952. Пре тога је постојао Сингапурски аматерски фудбалски савез, установљен 1892. Сингапурски аматерски фудбалски савез је једна од настаријих фудбалских институција у Азији. Фудбалски савез Сингапура је одговоран за организовање и унапређење фудбала у Сингапуру што укључује С лигу и репрезентацију Сингапура